# Hallaca

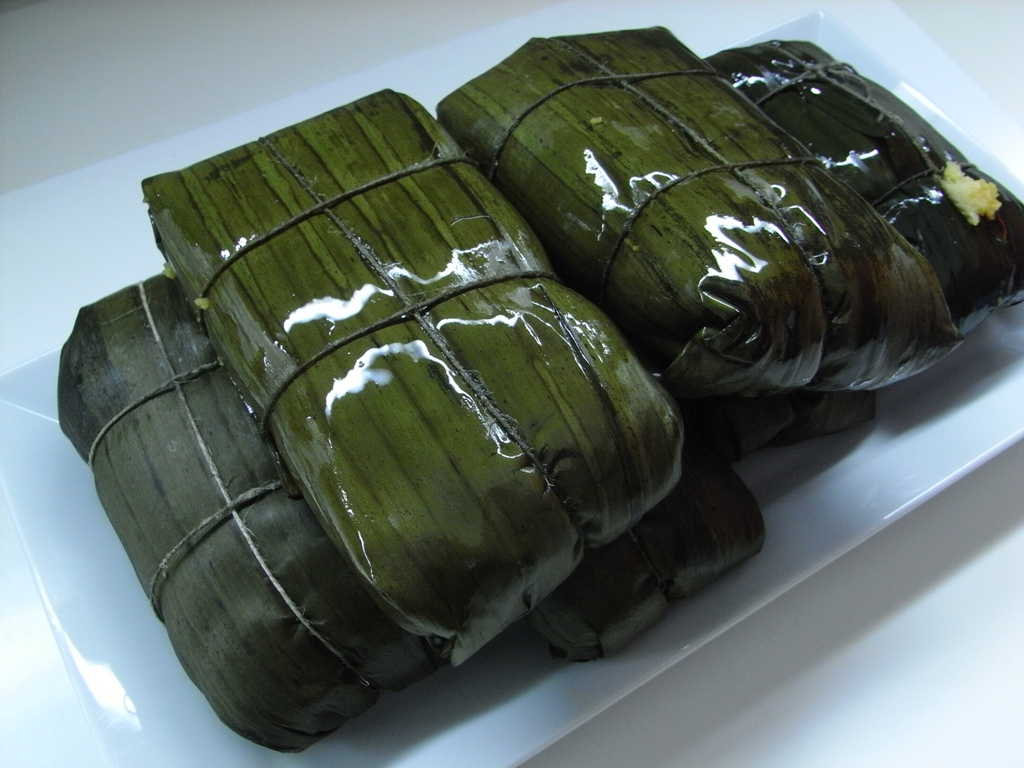
Świeżo ugotowane hallacas

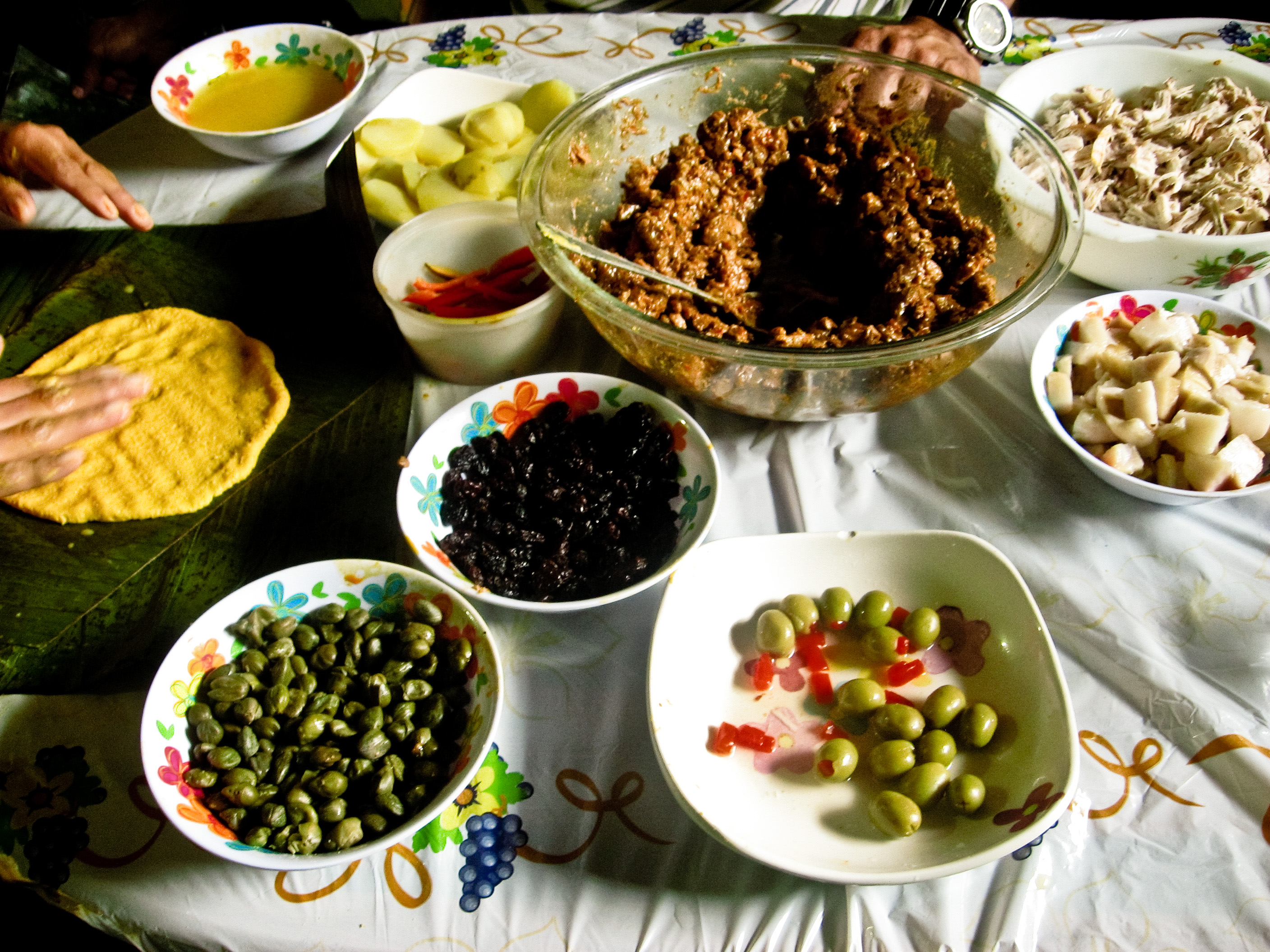
Składniki hallacas przygotowane do przyrządzenia potrawy

Hallaca – tradycyjna bożonarodzeniowa potrawa wenezuelska, odmiana tamales.
Hallacas składają się z surowego lub gotowanego mięsa (drobiowego, wieprzowego, wołowego) lub ryby i dodatków (np. rodzynek, oliwek, sera) zawiniętych w ciasto kukurydziane i liść bananowy, a następnie ugotowanych (liście bananowe służą jedynie do podtrzymania zawartości podczas gotowania i nie są zjadane z resztą potrawy). Składniki potrawy mogą się różnić w zależności od regionu. Gotowe hallacas mogą być zamrażane. Odgrzewa się je we wrzącej wodzie i je na ciepło.
Według jednej z hipotez, hallaca wywodzi się od niewolników, którzy przygotowywali w liściach bananowca resztki pozostające z posiłku panów, według innej natomiast wywodzi się od meksykańskich tamales, które zostało być może zmodyfikowane przez afrykańskich niewolników przebywających w Wenezueli. Jest daniem wymagającym długiego przygotowania, trwającego nawet kilka dni.